# Ctenoplusia laureum
Ctenoplusia laureum är en fjärilsart som beskrevs av Freyer 1831. Ctenoplusia laureum ingår i släktet Ctenoplusia och familjen nattflyn. Inga underarter finns listade i Catalogue of Life.